# Рокка-д'Евандро
Рокка-д'Евандро (італ. Rocca d'Evandro) — муніципалітет в Італії, у регіоні Кампанія,  провінція Казерта.
Рокка-д'Евандро розташована на відстані близько 130 км на південний схід від Рима, 70 км на північний захід від Неаполя, 55 км на північний захід від Казерти.
Населення — 3283 особи (2014).
Щорічний фестиваль відбувається 8 травня. Покровитель — святий Рох.

## Демографія
Населення за роками:

Станом на 1 січня 2023 року в муніципалітеті офіційно проживали 74 іноземці з 20 країн, серед них 22 громадяни країн Євросоюзу та 14 громадян України.

## Сусідні муніципалітети
- Кассіно
- Кастельфорте
- Галлуччо
- Міньяно-Монте-Лунго
- Сан-Вітторе-дель-Лаціо
- Сант'Амброджо-суль-Гарильяно
- Сант'Андреа-дель-Гарильяно
- Сант'Аполлінаре
- Сесса-Аурунка